# Bob Malach

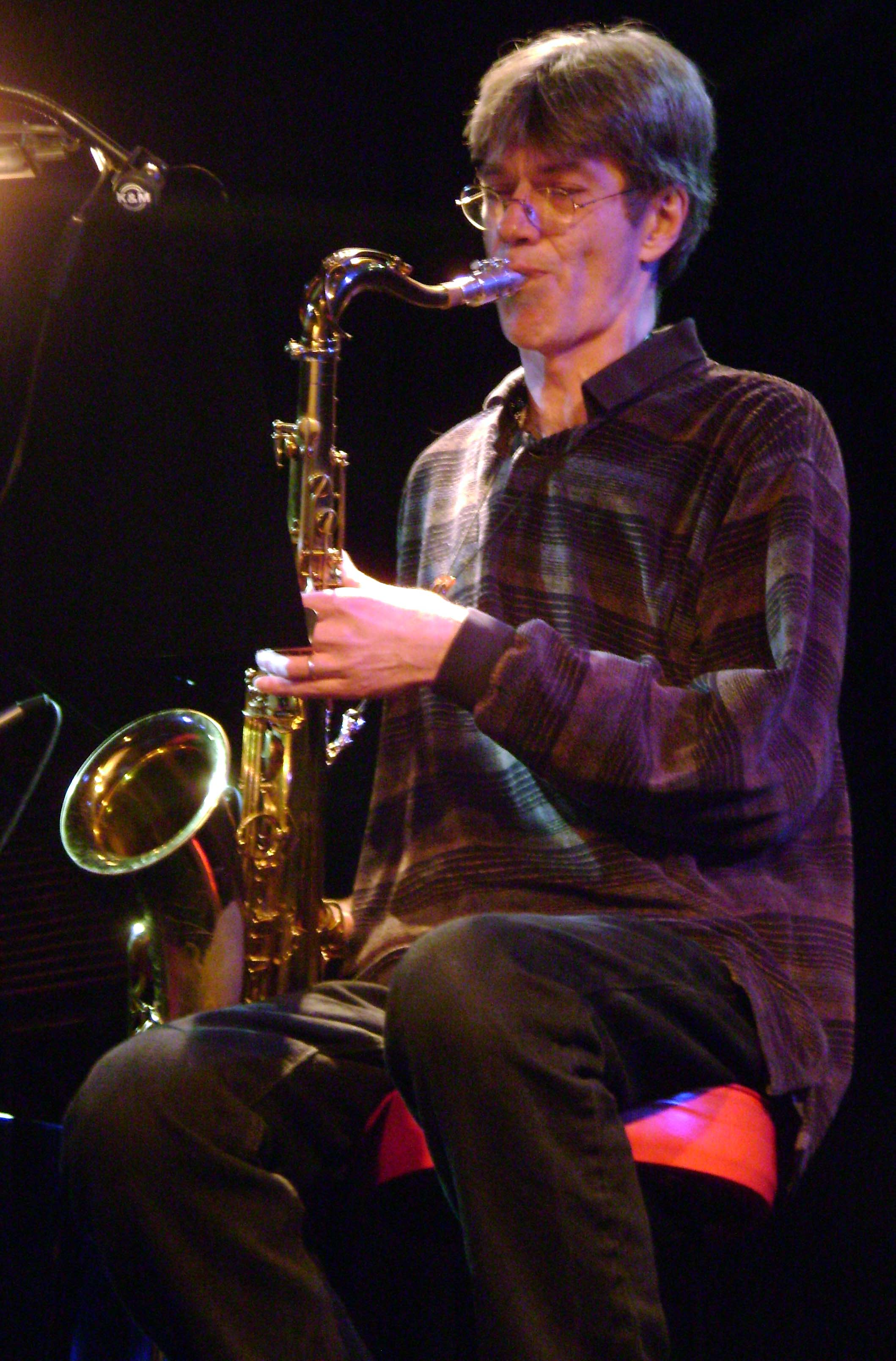
Bob Malach 2008 bei einem Konzert mit Jasper van’t Hof

Bob Malach (* 23. August 1954 in Philadelphia) ist ein amerikanischer Saxophonist des Fusion- und des Modern Jazz.

## Leben und Werk
Malach stammt aus einer musikalischen Familie; auch seine Brüder sind Berufsmusiker. Während seiner Zeit in der High School trat er häufig zusammen mit John Lee und Gerry Brown auf. 1976 zog er nach New York, wo er bei Eddie Daniels studierte. Bis 1978 arbeitete er in der Band von Stanley Clarke, von 1976 bis 1979 auch bei Alphonse Mouzon, mit dem er mehrfach auf Europatournee ging. Als Studiomusiker spielte Malach mit Stevie Wonder, Jon Faddis, Hank Jones, Horace Silver, Spyro Gyra und den Brecker Brothers. Mit Jasper van’t Hofs „Eye Ball“ konzertierte er in Europa und nahm auch mit Charlie Mariano, Aldo Romano, Didier Lockwood („Live in Montreux“) und Urszula Dudziak auf. Seit 1985 war er Mitglied der Big Band von Bob Mintzer; seit 1989 trat er auch mit der George Gruntz Concert Jazz Band auf. Er spielte im Duo mit Michel Petrucciani („Conversations With Michel“), aber auch weiterhin mit Jasper van’t Hof („Dinner for Two“, „The Prague Concert“), mit dem er bis 2008 immer wieder auf Tournee ging. 1991 trat er mit Miles Davis und Quincy Jones auf dem Montreux Jazz Festival auf. Weiterhin war Malach an Aufnahmen von den Loose Ends und von Leni Stern, Ivan Paduart, Miroslav Vitouš, Madonna, Mose Allison, Steve Miller Band, Dominique Eade und Joe Zawinul („My People“, „Faces and Places“) beteiligt. 2001 und 2002 war er mit Mike Stern und mit Ben Sidran auf Konzertreise. Er trat auch mit dem Metropole Orkest und Ivan Paduart auf.

## Musik
Bob Malach wurde vor allem für sein Spiel auf dem Tenorsaxophon bekannt, seltener spielt er aber auch Altsaxophon, Flöte und Klarinette. Stilistisch wird Bob Malach häufig mit dem ebenfalls aus Philadelphia stammenden Saxophonisten Michael Brecker verglichen, der als sein wesentlichster Einfluss gilt und mit dem er auch zusammenarbeitete. Der deutsche Jazzkritiker Joachim Ernst Berendt charakterisierte Malachs Saxophonspiel einmal wie folgt: „Hawkins, Trane, Gene Ammons, Rollins – sie alle leben in seinem Spiel.“

## Diskographische Hinweise
- Some People (1980)
- Mood Swing (1991, mit Dr. John, Robben Ford)
- The Searcher (1995), Bandmitglieder: Robben Ford, Roscoe Beck, Tom Brechtlein, Bill Boublitz, Russ Ferrante, Alex Cuna, Roger Kellaway, Don Alias, Andy Bey
- After Hours (1999)
- mit Jasper Van't Hof: Pseudopodia (In + Out, 2008)

## Lexigraphische Einträge
- Leonard Feather, Ira Gitler: The Biographical Encyclopedia of Jazz. Oxford University Press, Oxford u. a. 1999, ISBN 0-19-532000-X.
- Martin Kunzler: Jazz-Lexikon. Band 2: M–Z (= rororo-Sachbuch. Bd. 16513). 2. Auflage. Rowohlt, Reinbek bei Hamburg 2004, ISBN 3-499-16513-9.